# Tüpfelsumpfhuhn

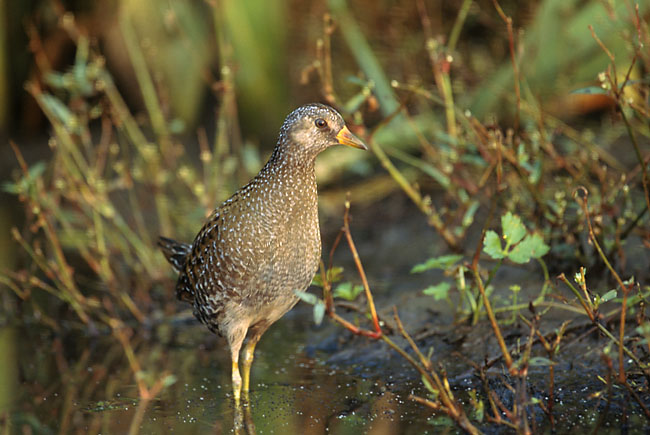

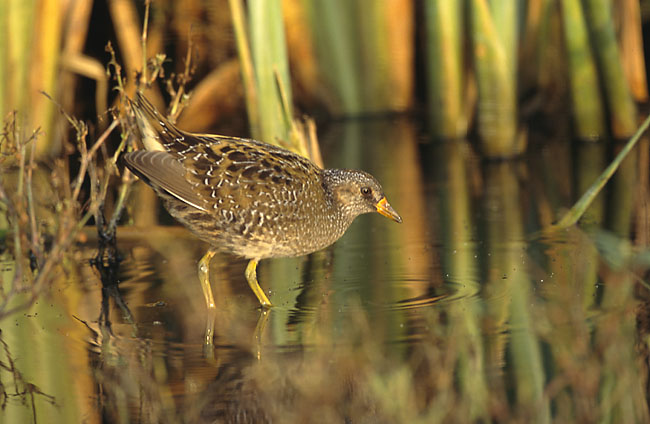
Tüpfelsumpfhuhn bei der Nahrungssuche

Das Tüpfelsumpfhuhn oder die Tüpfelralle (Porzana porzana) ist ein Vogel aus der Familie der Rallenvögel. Es ist kleiner als eine Wasserralle und hat etwa die Größe einer Drossel.

## Erscheinungsbild
Tüpfelsumpfhühner haben eine Körperlänge von etwa 19 bis 22,5 Zentimetern. Von den Wasserrallen können sie am einfachsten durch den kurzen, geraden Schnabel unterschieden werden. Dieser ist gelb mit einer roten Basis. Ausgewachsene Vögel haben eine überwiegend braune Körperunterseite mit einer blaugrauen Brust. Auf den Flanken sieht man eine fahlgelbe Streifung. Federn des Rückens und die Federdecken in der Mitte sind schwarz. Das Körpergefieder auf der Oberseite verfügt außerdem über viele kleine weiße Flecke. Die Beine ausgewachsener Vögel sind von grünlicher Farbe und haben die für Rallen typischen großen Zehen.
Noch nicht ausgewachsene Jungvögel gleichen den Altvögeln; bei ihnen ist jedoch das Brustgefieder noch braun.

## Lebensraum und Verbreitungsgebiet

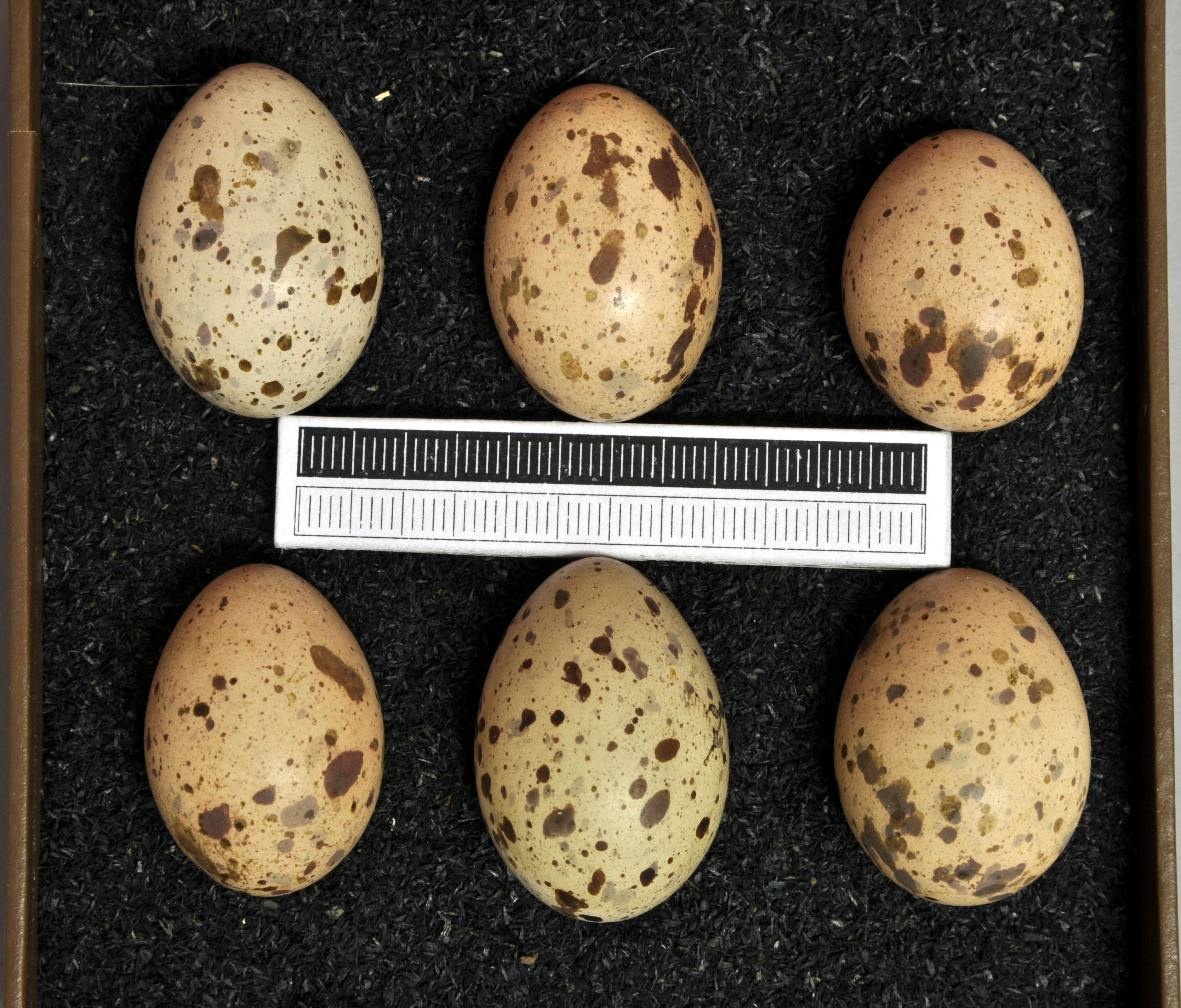
Gelege, Sammlung Museum Wiesbaden

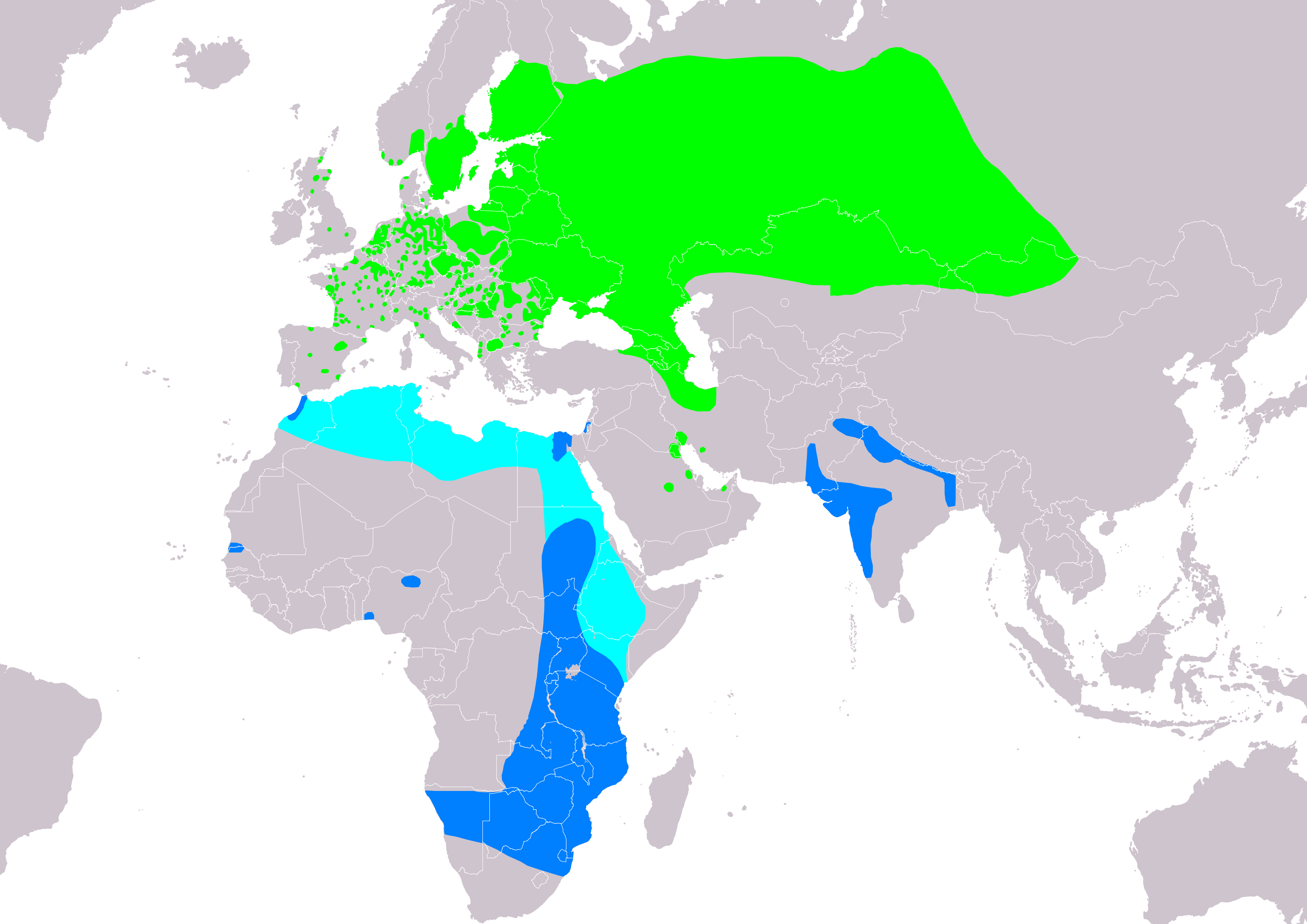
Verbreitung des Tüpfelsumpfhuhnes:
Brutgebiete
Migration
Überwinterungsgebiete

Das Verbreitungsgebiet des Tüpfelsumpfhuhns erstreckt sich von Westen und Südwesten Europas bis in den Süden Zentralsibiriens. Einzelne Vorkommen gibt es in Spanien, Italien und Griechenland. Ferner reicht ein geschlossenes Verbreitungsgebiet von der Krim bis zum Kaukasus. Einzelne Verbreitungsgebiete gibt es außerdem in Mittelasien.
Das Tüpfelsumpfhuhn brütet in Sumpfgebieten, Niedermooren und Seggenbeständen von Europa bis Mittelsibirien. Die Nester werden an trockenen Standorten innerhalb dieses Lebensraums angelegt und sind gut versteckt. Meist befinden sie sich dicht über dem Boden oder in einer Seggenbütte. Nester haben gelegentlich ein Dach aus Blättern. Die Weibchen legen in der Zeit von April bis Juni etwa acht bis 12 Eier von einer gelblichen Grundfarbe, die außerdem kleine rötlichbraune Flecken aufweisen. Die Küken haben anfangs ein schwarzes Daunenkleid und sind nach etwa 35 bis 42 Tagen flugfähig.
Die Überwinterungsgebiete liegen in Afrika und Indien.

## Nahrung
Die Tüpfelsumpfhühner suchen mit ihren Schnäbeln im Schlamm oder in flachen Gewässern nach Nahrung. Diese besteht überwiegend aus Kleintieren wie Insekten, Würmern und Schnecken. Sie nehmen auch zarte Pflanzenteile zu sich.

## Gefährdung & Schutzstatus
Das Tüpfelsumpfhuhn gilt in Deutschland als „gefährdet“ (Rote Liste Kat. 3). Es ist eine Art des Anhangs I der EU-Vogelschutzrichtlinie (RL 79/409/EWG).
Der Bestand wird für Europa auf 120.000 bis 260.000 Brutpaare geschätzt. Länder mit mehr als 20.000 Brutpaaren sind Russland, Belarus und die Ukraine. Mehr als 2.000 Brutpaare kommen in Estland, Polen und Rumänien vor. In Mitteleuropa kommt die Art zwar in allen Ländern vor, Polen ist mit einem Brutpaarbestand von 2.500 bis 3.500 jedoch eindeutig der Verbreitungsschwerpunkt. Der gesamte Brutvogelbestand Mitteleuropas lag zu Beginn des 21. Jahrhunderts bei 4.000 bis 6.000 Brutpaaren, davon ca. 1.000 bis 1.500 Brutvögel in Deutschland.
Das Tüpfelsumpfhuhn zählt zu den Arten, für die eine deutliche Arealverschiebung infolge des Klimawandels vermutet wird. Ein Forschungsteam, das im Auftrag der britischen Umweltbehörde und der RSPB die zukünftige Verbreitungsentwicklung von Vögeln auf Basis von Klimamodellen untersuchte, geht davon aus, dass weite Teile des heutigen Verbreitungsgebietes dem Tüpfelsumpfhuhn zukünftig keine geeigneten Lebensräume mehr bieten werden. Das Verbreitungsgebiet würde sich auf Basis dieser Prognosen deutlich nach Nordosten verschieben.

## Trivia
Der Asteroid des mittleren Hauptgürtels (8759) Porzana ist nach dem Tüpfelsumpfhuhn benannt (wissenschaftlicher Name: Porzana porzana). Zum Zeitpunkt der Benennung des Asteroiden am 2. Februar 1999 befand sich das Tüpfelsumpfhuhn auf der niederländischen Roten Liste gefährdeter Arten.

## Einzelbelege
1. 1 2  Christoph Grüneberg, Hans-Günther Bauer, Heiko Haupt, Ommo Hüppop, Torsten Ryslavy & Peter Südbeck: Rote Liste der Brutvögel Deutschlands, 5. Fassung, 30. November 2015. In: Berichte zum Vogelschutz. Band 52, 2015, S. 19–67.
2. ↑  Bauer et al., S. 396.
3. ↑  Brian Huntley, Rhys E. Green, Yvonne C. Collingham, Stephen G. Willis: A Climatic Atlas of European Breeding Birds, Durham University, The RSPB and Lynx Editions, Barcelona 2007, ISBN 978-84-96553-14-9, S. 77.
4. ↑  Lutz D. Schmadel: Dictionary of Minor Planet Names. Fifth Revised and Enlarged Edition. Hrsg.: Lutz D. Schmadel. 5. Auflage. Springer Verlag, Berlin, Heidelberg 2003, ISBN 3-540-29925-4, S. 186, doi:10.1007/978-3-540-29925-7_7197 (englisch, 992 S., Originaltitel: Dictionary of Minor Planet Names. Erstausgabe: Springer Verlag, Berlin, Heidelberg  1992): “7603 P-L. Discovered 1960 Oct. 17 by C. J. van Houten and I. van Houten-Groeneveld at Palomar”